# Horváth Sámuel (lelkész, 1753–1809)
Horváth Sámuel, Tüdős Horváth Sámuel (Nemeskér, 1753. március 15. – Bakonytamási, 1809. augusztus 6.) ágostai evangélikus lelkész, tanító, imaszerző.

## Élete
Tanulmányait Csernyén, Várpalotán, Pozsonyban (két és fél évig), Nemeskéren (egy évig) és Sopronban (nyolc évig) végezte. 1776-ban a wittenbergi egyetemre ment, ahol május 2-án iratkozott be és két évet töltött. 1778. december 5-én Várpalotán Perlaky szuperintendens lelkésszé szentelte föl; innét 1783-ban Gyönkre ment papnak, 1787-ben pedig Nagygeresdre (Sopron megye), végül 1798-ban Bakonytamásiba (Veszprém megye). 1791-ben jelen volt a pesti szinóduson mint helyettes követ. 1809-ben, 56 éves korában hunyt el tüdőgyulladásban.

## Munkái
- Bucsuztató versek, melyek Istenben boldogul kimult Tsáfordi Tóth Pál úrnak karácsony hava 12. ez árnyék világból lett csendes kimulásakor, azon hónapnak 14. u. m. utolsó tisztessége megadattatásának napján, Nemes Ládonyban siralmas szívvel mondattak 1790. eszt. Sopronban.
- Az Ur asztalához járulóknak oktatások... 1790.
- Keresztyén ABC, avagy a ker. tudománynak első betüje... 1796.
- A hétnek minden napjaira való reggeli és estvéli, és az ember életének nevezetesesb környül állásaira szolgáló buzgó imádságok. melyeket Rosenmüller György János doktor és más kegyes férfiaknak német munkáikból magyar nyelvre fordította. Győr, 1799.
- Imádságos könyv, a közönséges isteni tiszteletre és az időnek s különféle eseteknek környül állásaira alkalmaztatott könyörgések. Győr, 1799.
- Agenda...
- Rövid oktatás, miképen kellessen magunkat a pestis ellen védelmezni, és a pestisben levő betegeket orvosolni. Győr, 1806. (Ezen munkát nem ő írta, csak kiadta.)